# UCI America Tour de 2013-2014
O UCI America Tour 2013-2014 foi a décima edição do calendário ciclístico internacional americano. Iniciou-se a 6 de outubro de 2013 em Trinidad e Tobago, com a Tobago Cycling Classic e finalizou a 25 de dezembro de 2014 com a Volta à Costa Rica. Num princípio (já que o calendário não era fechado e teve modificações), a temporada contava com 32 competições.

## Carreiras e categorias

### Carreiras não inscritas
Algumas das carreiras que estiveram no calendário anterior, não foram registadas no calendário 2013-2014, como as voltas ao Mundo Maya da Guatemala e a Estrada do Centro no México.

### Novas carreiras, voltas e mudanças de data
Uma nova carreira foi inscrita pela primeira vez, a Winston Salem Cycling Classic nos Estados Unidos. Por outra parte retornou ao calendário a Volta Independência Nacional na República Dominicana (ausente no ano anterior) e a Volta de Gravataí agora chamada Volta ao Rio Grande do Sul que se disputa no Brasil. Também no Brasil, o Volta de Ciclismo Internacional do Estado de São Paulo mudou a sua data de disputa passando de outubro a fevereiro.

### Categorias
Em 2013-2014 foram duas as carreiras de máxima categoria, sendo as mesmas que na edição anterior. A Volta à Califórnia e o USA Pro Cycling Challenge, ambas nos Estados Unidos.
O seguinte nível de carreiras (.1) foram 4, igual que em 2012-2013. As que repetiram foram o Tour de San Luis, o Tour de Utah, e o Tour de Alberta e depois do desaparecimento do Tour de Elk Grove se lhe somou a Philadelphia Cycling Classic. O resto das carreiras foram .2 (última categoria). Ademais integraram o calendário as carreiras em estrada e contrarrelógio para elite e sub-23 do campeonato panamericano de ciclismo.
| Carreira                  | Categoria |
| ------------------------- | --------- |
| Volta à Califórnia        | 2.hc      |
| USA Pro Cycling Challenge | 2.hc      |

| Carreira                     | Categoria |
| ---------------------------- | --------- |
| Tour de San Luis             | 2.1       |
| Tour de Alberta              | 2.1       |
| Philadelphia Cycling Classic | 1.1       |
| Tour de Utah                 | 2.1       |

| Carreira                                               | Categoria |
| ------------------------------------------------------ | --------- |
| Volta à Bolívia                                        | 2.2       |
| Volta ao Sul da Bolívia                                | 2.2       |
| Volta de Ciclismo Internacional do Estado de São Paulo | 2.2       |
| Volta de Paraná                                        | 2.2       |
| Volta ao Rio Grande do Sul                             | 2.2       |
| Tour de Rio                                            | 2.2       |
| Tour de Beauce                                         | 2.2       |
| Tour de Delta                                          | 1.2       |
| Grand Prix Cycliste de Saguenay                        | 2.2       |
| Volta à Colômbia                                       | 2.2       |
| Volta à Costa Rica                                     | 2.2       |
| Volta ao México                                        | 2.2       |
| Tour de Gila                                           | 2.2       |
| Thompson Bucks County Classic                          | 1.2       |
| Winston Salem Cycling Classic                          | 1.2       |
| Volta Independência Nacional                           | 1.2       |
| Tobago Cycling Classic                                 | 1.2       |
| Volta ao Táchira                                       | 2.2       |
| Volta à Venezuela                                      | 2.2       |

Além destas carreiras, alguns campeonatos nacionais de estrada e contrarrelógio também pontuaram para o UCI America Tour, dependendo da classificação por países da edição anterior.

## Calendário

### Outubro 2013
| Data | Carreira               | Cat. | Ganhador             | Equipa do ganhador |
| ---- | ---------------------- | ---- | -------------------- | ------------------ |
| 6    | Tobago Cycling Classic | 1.2  | Jaime Ramírez Bernal |                    |

### Novembro 2013
| Data    | Carreira        | Cat. | Ganhador        | Equipa do ganhador   |
| ------- | --------------- | ---- | --------------- | -------------------- |
| 1 ao 10 | Volta à Bolívia | 2.2  | Salvador Moreno | Colombia Coldeportes |

### Dezembro 2013
| Data     | Carreira           | Cat. | Ganhador          | Equipa do ganhador |
| -------- | ------------------ | ---- | ----------------- | ------------------ |
| 17 ao 29 | Volta à Costa Rica | 2.2  | Juan Carlos Rojas | JPS-Giant          |

### Janeiro 2014
| Data     | Carreira         | Cat. | Ganhador       | Equipa do ganhador |
| -------- | ---------------- | ---- | -------------- | ------------------ |
| 10 ao 19 | Volta ao Táchira | 2.2  | Jimmy Briceño  | Loteria do Táchira |
| 20 ao 26 | Tour de San Luis | 2.1  | Nairo Quintana | Movistar           |

### Fevereiro 2014
| Data     | Carreira                                               | Cat. | Ganhador      | Equipa do ganhador                      |
| -------- | ------------------------------------------------------ | ---- | ------------- | --------------------------------------- |
| 9 ao 16  | Volta de Ciclismo Internacional do Estado de São Paulo | 2.2  | Magno Nazaret | Funvic Brasilinvest-São José dos Campos |
| 20 ao 27 | Volta Independência Nacional                           | 2.2  | Edwin Sánchez | Formesán-Bogotá Humana                  |

### Março 2014
| Data   | Carreira        | Cat. | Ganhador            | Equipa do ganhador |
| ------ | --------------- | ---- | ------------------- | ------------------ |
| 5 ao 9 | Volta ao México | 2.2  | Juan Pablo Villegas | 4-72 Colombia      |

### Abril 2014
| Data     | Carreira                      | Cat. | Ganhador            | Equipa do ganhador                          |
| -------- | ----------------------------- | ---- | ------------------- | ------------------------------------------- |
| 9 ao 13  | Volta ao Rio Grande do Sul    | 2.2  | José Luis Rodríguez | Clos de Pirque-Trek                         |
| 17       | Winston Salem Cycling Classic | 1.2  | Travis McCabe       | SmartStop                                   |
| 23 ao 27 | Volta de Paraná               | 2.2  | Carlos Manarelli    | Funvic Brasilinvest-São José dos Campos     |
| 30 ao 4  | Tour de Gila                  | 2.2  | Carter Jones        | Optum presented by Kelly Benefit Strategies |

### Maio 2014
| Data     | Carreira                                      | Cat. | Ganhador          | Equipa do ganhador     |
| -------- | --------------------------------------------- | ---- | ----------------- | ---------------------- |
| 8        | Campeonato Panamericano Contrarrelógio Sub-23 | CC   | Rodrigo Contreras | Coldeportes-Claro      |
| 8        | Campeonato Panamericano Contrarrelógio Elite  | CC   | Pedro Herrera     | Formesán-Bogotá Humana |
| 10       | Campeonato Panamericano em Estrada Sub-23     | CC   | Fernando Gaviria  | Coldeportes-Claro      |
| 11       | Campeonato Panamericano em Estrada Elite      | CC   | Byron Guamá       | Equador                |
| 11 ao 18 | Volta à Califórnia                            | 2.hc | Bradley Wiggins   | Sky                    |

### Junho 2014
| Data     | Carreira                         | Cat. | Ganhador     | Equipa do ganhador  |
| -------- | -------------------------------- | ---- | ------------ | ------------------- |
| 1        | The Philadelphia Cycling Classic | 1.1  | Kiel Reijnen | UnitedHealthcare    |
| 6 ao 8   | Grand Prix Cycliste de Saguenay  | 2.2  | Jure Kocjan  | SmartStop           |
| 11 ao 15 | Tour de Beauce                   | 2.2  | Toms Skujiņš | Hincapie Sportswear |

### Julho 2014
| Data    | Carreira          | Cat. | Ganhador         | Equipa do ganhador                          |
| ------- | ----------------- | ---- | ---------------- | ------------------------------------------- |
| 4 ao 13 | Volta à Venezuela | 2.2  | Jonathan Salinas | Kino-Táchira                                |
| 6       | Tour de Delta     | 1.2  | Jesse Anthony    | Optum presented by Kelly Benefit Strategies |

### Agosto 2014
| Data     | Carreira                  | Cat. | Ganhador           | Equipa do ganhador       |
| -------- | ------------------------- | ---- | ------------------ | ------------------------ |
| 1 ao 10  | Tour de Guadalupe         | 2.2  | John Nava          | Union Cycliste Moulienne |
| 4 ao 10  | Tour de Utah              | 2.1  | Tom Danielson      | Garmin Sharp             |
| 6 ao 17  | Volta à Colômbia          | 2.2  | Óscar Sevilla      | EPM-UNE                  |
| 13 ao 17 | Volta ao Sul da Bolívia   | 2.2  | Juan Cotumba       | Pollito Rico             |
| 18 ao 24 | USA Pro Cycling Challenge | 2.hc | Tejay Van Garderen | BMC Racing               |
| 26 ao 31 | Tour de Rio               | 2.2  | Óscar Sevilla      | EPM-UNE                  |

### Setembro 2014
| Data   | Carreira                      | Cat. | Ganhador     | Equipa do ganhador |
| ------ | ----------------------------- | ---- | ------------ | ------------------ |
| 2 ao 7 | Tour de Alberta               | 2.1  | Daryl Impey  | Orica GreenEDGE    |
| 13     | Thompson Bucks County Classic | 1.2  | Zachary Bell | Team Smartstop     |

### Outubro 2014
| Data    | Carreira               | Cat. | Ganhador     | Equipa do ganhador                         |
| ------- | ---------------------- | ---- | ------------ | ------------------------------------------ |
| 5       | Tobago Cycling Classic | 1.2  | Óscar Pachón | Movistar Team América                      |
| 25 ao 1 | Guatemala              | 2.2  | Alex Cano    | Aguardiente Antioqueño-Loteria de Medellín |

### Dezembro 2014
| Data     | Carreira           | Cat. | Ganhador          | Equipa do ganhador                   |
| -------- | ------------------ | ---- | ----------------- | ------------------------------------ |
| 14 ao 25 | Volta à Costa Rica | 2.2  | Juan Carlos Rojas | Frijoles LosTierníticos-Arroz Halcón |

## Classificações
- As classificações finais foram as seguintes:[2]

### Individual
Integram-na todos os ciclistas que consigam pontos podendo pertencer tanto a equipas amadoras como profissionais, excepto os ciclistas de equipas UCI ProTeam.
| Posição | Ciclista          | Pontos |
| ------- | ----------------- | ------ |
| 1º      | Juan Carlos Rojas | 240    |
| 2º      | Óscar Sevilla     | 206    |
| 3º      | Jure Kocjan       | 191    |
| 4º      | Kiel Reijnen      | 158    |
| 5º      | Byron Guamá       | 145    |
| 6º      | Serghei Tvetcov   | 137    |
| 7º      | Joey Rosskopf     | 127    |
| 8º      | Jonathan Salinas  | 123,67 |
| 9º      | Carlos Gálviz     | 116    |
| 10º     | Rob Britton       | 96     |

| 11º | Carter Jones     | 94 |
| 12º | Juan Murillo     | 94 |
| 13º | Toms Skujiņš     | 88 |
| 14º | Alex Cano        | 82 |
| 15º | Eric Young       | 82 |
| 16º | Juan Cotumba     | 81 |
| 17º | Carlos Manarelli | 80 |
| 18º | Fernando Gaviria | 80 |
| 19º | Ryan Anderson    | 79 |
| 20º | John Nava        | 78 |

### Equipas
Só reservada para equipas profissionais de categoria Profissional Continental (2ª categoria) e Continental (3ª categoria), ficando excluídos tanto os UCI ProTeam como as amadoras. Se confeciona com o somatório de pontos que obtenha uma equipa com suas 8 melhores corredores na classificação individual. A classificação também a integram equipas que não estejam registados no continente.
| Posição | Equipa                                      | Pontos |
| ------- | ------------------------------------------- | ------ |
| 1º      | Smartstop                                   | 532    |
| 2º      | Optum presented by Kelly Benefit Strategies | 375    |
| 3º      | Funvic Brasilinvest-São José dos Campos     | 351    |
| 4º      | Hincapie Sportswear Development Team        | 337    |
| 5º      | Equador                                     | 256    |

| 6º  | UnitedHealthcare Pro Cycling Team   | 239    |
| 7°  | San Luis Somos Todos                | 230,35 |
| 8º  | Jamis-Hagens Berman                 | 187    |
| 9º  | Jelly Belly-Maxxis                  | 184    |
| 10º | Clube DataRo de Ciclismo-Bottecchia | 148    |

### Países
Se confeciona mediante os pontos dos 10 melhores ciclistas de um país, não só os que consigam neste Circuito Continental, sina também os conseguidos em todos os circuitos. E inclusive se um corredor de um país deste circuito , só consegue pontos em outro circuito (Europa, Ásia, Africa, Oceania), seus pontos van a esta classificação. Ao igual que na classificação individual, os ciclistas podem pertencer tanto a equipas amadoras como profissionais, excepto os ciclistas de equipas UCI ProTeam.
| Posição | País           | Pontos |
| ------- | -------------- | ------ |
| 1º      | Estados Unidos | 754    |
| 2º      | Colômbia       | 717,27 |
| 3º      | Venezuela      | 713,34 |
| 4º      | Costa Rica     | 592    |
| 5º      | Brasil         | 545    |

| 6º  | Canadá    | 463    |
| 7º  | Argentina | 404,01 |
| 8º  | Equador   | 351    |
| 9º  | Bolívia   | 242    |
| 10º | Cuba      | 203    |

### Países sub-23
| Posição | País           | Pontos |
| ------- | -------------- | ------ |
| 1º      | Colômbia       | 415,67 |
| 2º      | Costa Rica     | 134    |
| 3º      | Estados Unidos | 114    |
| 4º      | Guatemala      | 95     |
| 5º      | Chile          | 59     |

## Progresso das classificações
| Data                    | Classificação individual | Classificação por equipas               | Classificação por países | Classificação por países sub-23 |
| ----------------------- | ------------------------ | --------------------------------------- | ------------------------ | ------------------------------- |
| 25 de outubro de 2013   | Jaime Ramírez Bernal     | -                                       | Colômbia                 | Estados Unidos                  |
| 25 de novembro de 2013  | Salvador Moreno          | -                                       | Colômbia                 | Colômbia                        |
| 25 de dezembro de 2013  | Salvador Moreno          | -                                       | Colômbia                 | Colômbia                        |
| 25 de janeiro de 2014   | Juan Carlos Rojas        | San Luis Somos Todos                    | Venezuela                | Costa Rica                      |
| 25 de fevereiro de 2014 | Juan Carlos Rojas        | Funvic Brasilinvest-São José dos Campos | Venezuela                | Costa Rica                      |
| 25 de março de 2014     | Juan Carlos Rojas        | Funvic Brasilinvest-São José dos Campos | Colômbia                 | Costa Rica                      |
| 25 de abril de 2014     | Juan Carlos Rojas        | Funvic Brasilinvest-São José dos Campos | Colômbia                 | Chile                           |
| 25 de maio de 2014      | Juan Carlos Rojas        | Funvic Brasilinvest-São José dos Campos | Colômbia                 | Colômbia                        |
| 25 de junho de 2014     | Juan Carlos Rojas        | Smartstop                               | Colômbia                 | Colômbia                        |
| 25 de julho de 2014     | Juan Carlos Rojas        | Smartstop                               | Colômbia                 | Colômbia                        |
| 15 de agosto de 2014    | Jure Kocjan              | Smartstop                               | Venezuela                | Colômbia                        |
| 25 de agosto de 2014    | Jure Kocjan              | Smartstop                               | Estados Unidos           | Colômbia                        |
| 25 de setembro de 2014  | Jure Kocjan              | Smartstop                               | Estados Unidos           | Colômbia                        |
| 25 de outubro de 2014   | Jure Kocjan              | Smartstop                               | Estados Unidos           | Colômbia                        |
| 25 de novembro de 2014  | Óscar Sevilla            | Smartstop                               | Estados Unidos           | Colômbia                        |
| 31 de dezembro de 2014  | Juan Carlos Rojas        | Smartstop                               | Estados Unidos           | Colômbia                        |
| Final                   | Juan Carlos Rojas        | SmartStop                               | Estados Unidos           | Colômbia                        |